# Fernando Farinha (jornalista)
Fernando Farinha (Lisboa, 1941 - Cascais, 19 de julho de 2022) foi um jornalista português. Distinguiu-se pelo seu trabalho na cobertura jornalística e fotojornalística da Guerra Colonial Portuguesa, sendo considerado o único repórter de guerra português no terreno. O seu trabalho jornalístico foi reconhecido com vários prémios, incluindo dois do Clube Português de Imprensa.

## Percurso
Farinha começou a sua carreira em 1952, no jornal Comércio de Angola, tendo enveredado logo pelo fotojornalismo. Mais tarde, durante a guerra, entre 1961 e 1975, o seu trabalho seria publicado tanto neste periódico, como na revista Notícia. A sua cobertura da guerra colonial fez-se em várias frentes e territórios, nomeadamente Angola, Guiné-Bissau e Moçambique.
Depois da revolução de 25 de abril de 1974, foi também o primeiro jornalista português a cobrir as matas do Leste de Angola controladas pela UNITA.
Em 1976, passou a integrar a redação Diário de Notícias, onde trabalhou até à sua reforma, cerca de vinte anos depois.
As suas reportagens durante a guerra colonial foram reunidas e publicadas num livro intitulado Guerra colonial, Um repórter em Angola. Publicado em 2001 pela Editorial Notícias, o livro é da autoria do próprio Fernando Farinha e conta com comentários de Carlos de Matos Gomes.
Morreu em Cascais, aos 81 anos, vítima de doença prolongada.